# Ghiacciaio Koettlitz
Il ghiacciaio Koettlitz è un ghiacciaio lungo circa 70 km e largo oltre 15, situato nella regione centro-occidentale della Dipendenza di Ross, nell'Antartide orientale. Il ghiacciaio, il cui punto più alto si trova a circa 1100 m s.l.m., si trova sulla costa di Scott e ha origine dal versante settentrionale del monte Morning, a est della dorsale Royal Society, da dove fluisce verso nord, separando la parte meridionale della dorsale Royal Society e i colli Denton, a ovest, dai monti Morning e Discovery, fino ad andare ad alimentare la piattaforma glaciale McMurdo.

Lungo il suo percorso, il flusso del ghiacciaio Koettlitz è arricchito da quello di diversi altri ghiacciai, tra cui il Foster e il Renegar, che gli si uniscono da ovest proprio nei pressi della sua origine, e circonda completamente alcune isole, ad esempio l'isola Heald.

## Storia
Il ghiacciaio Koettlitz è stato scoperto nel corso della spedizione Discovery, condotta dal 1901 al 1904 e comandata da Robert Falcon Scott, ed è stato così battezzato in onore di Reginald Koettlitz, un medico e botanico facente parte della spedizione.

## Mappe

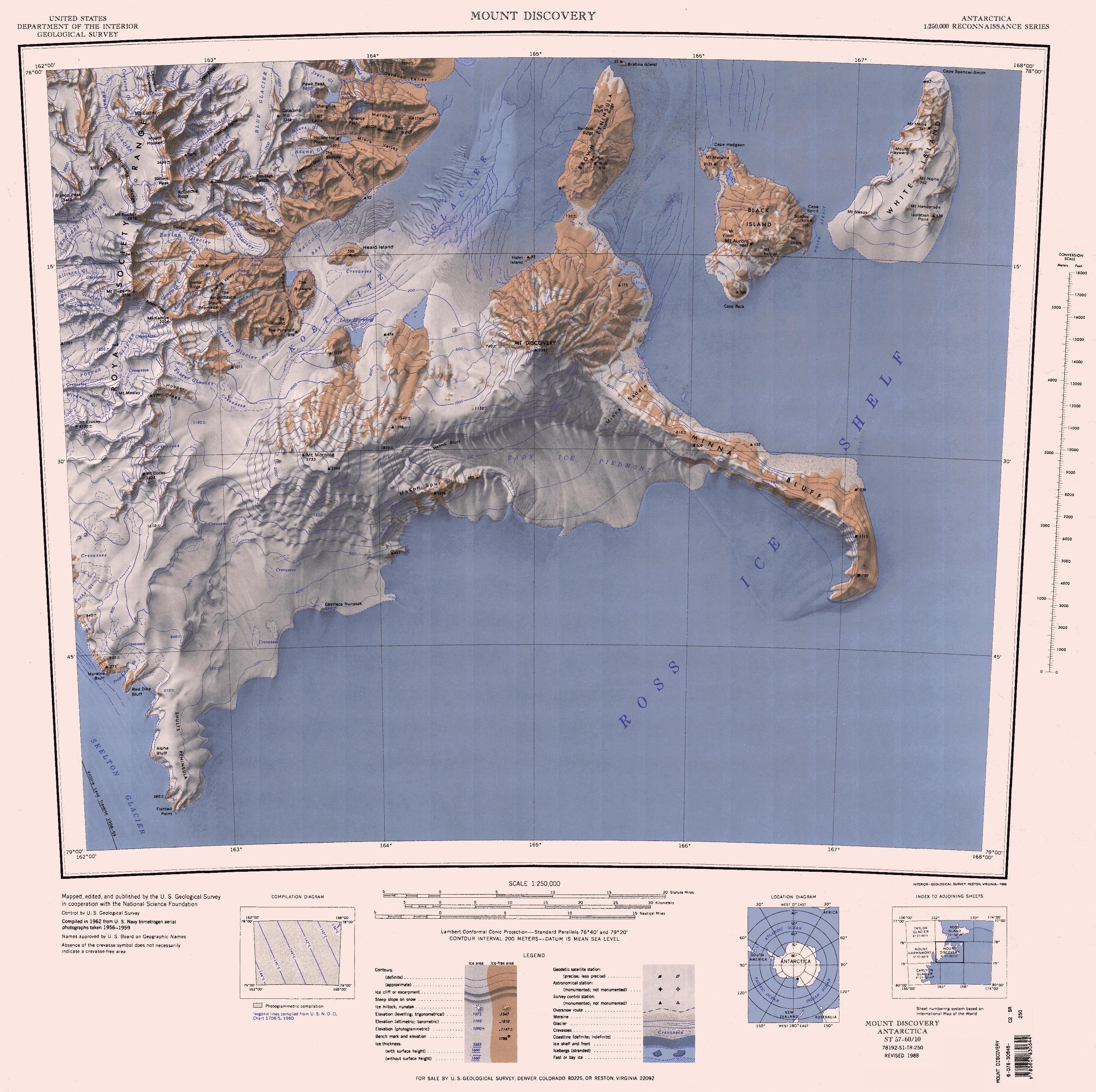
Nella parte nord-occidentale di questa mappa in scala 1:250 000 realizzata dallo USGS è possibile vedere il flusso del ghiacciaio Koettlitz.